# Пам'ятник невідомому матросові (Одеса)
Пам'ятник невідомому матросу в Одесі — меморіальний комплекс, що увічнює пам'ять радянських моряків, полеглих при захисті та визволенні Одеси в роки німецько-радянської війни.
У меморіал входить обеліск з червоного граніту заввишки 21 метр, до якого веде Алея слави. На алеї в одиночних і братських могилах поховані герої оборони Одеси — льотчики-Герої Радянського Союзу Михайло Асташкін та Віталій Топольський, морські піхотинці, капітани кораблів, що доставляли в обложене місто вантажі, підводники, прикордонники та інші. Біля підніжжя обеліска горить Вічний вогонь. Пам'ятник знаходиться на території Центрального парку культури і відпочинку імені Тараса Шевченка.
Меморіал відкритий 9 травня 1960 р. (скульптор М. І. Нарузецький, архітектори П. В. Томілін і Г. В. Топуз).
Музика, що звучить на Алеї слави, «Реквієм пам'яті невідомого матроса», написана композитором І. Ассєєвим на вірші Р. Рождественського в 1964 р.

Дышит пламя Вечного огня

Над дугой Одесского залива.

Здесь и тишина красноречива.

Здесь и слава — вечности родня.(рос.)
— Олександр Уваров

## Галерея

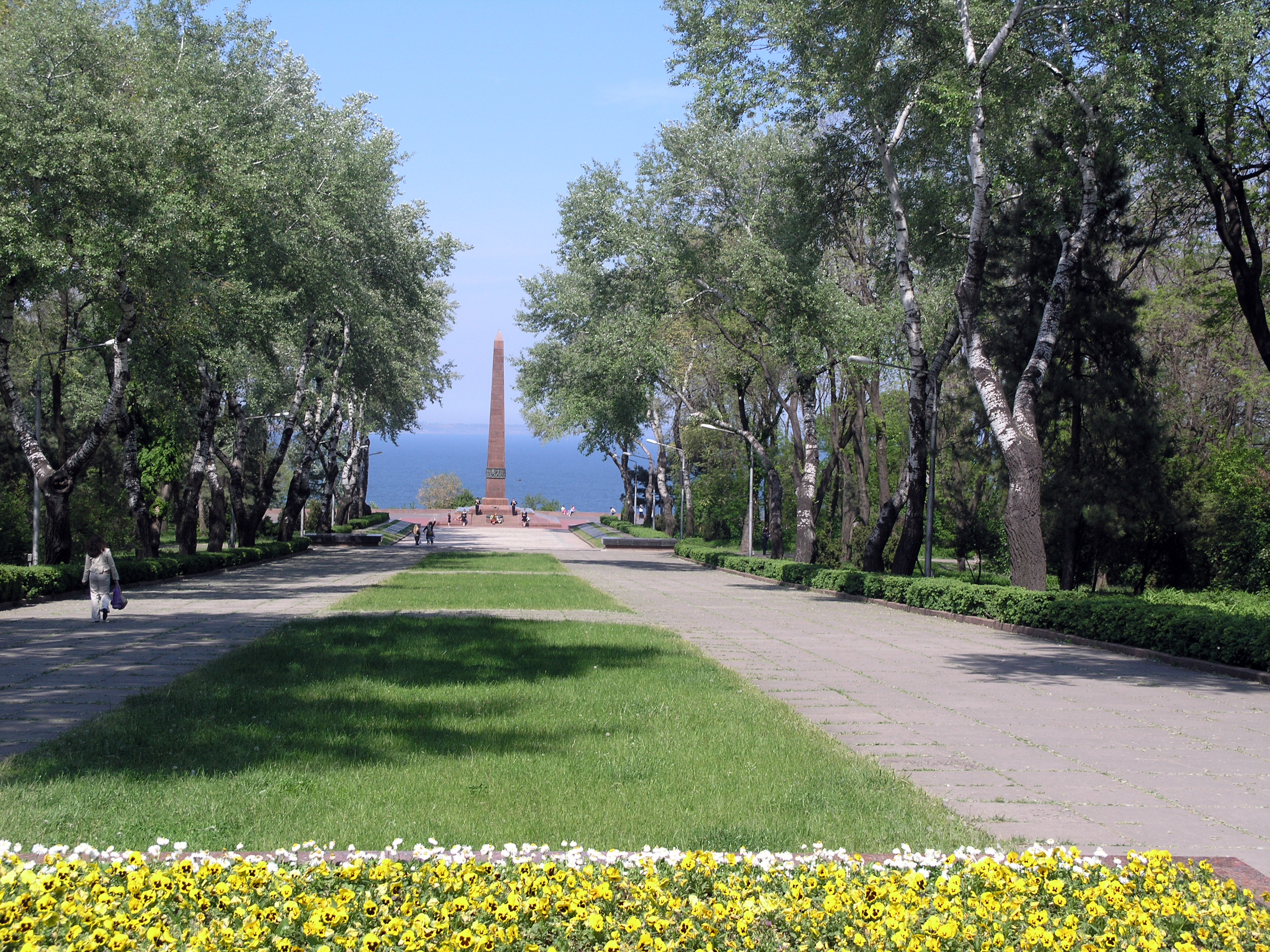
Алея Слави
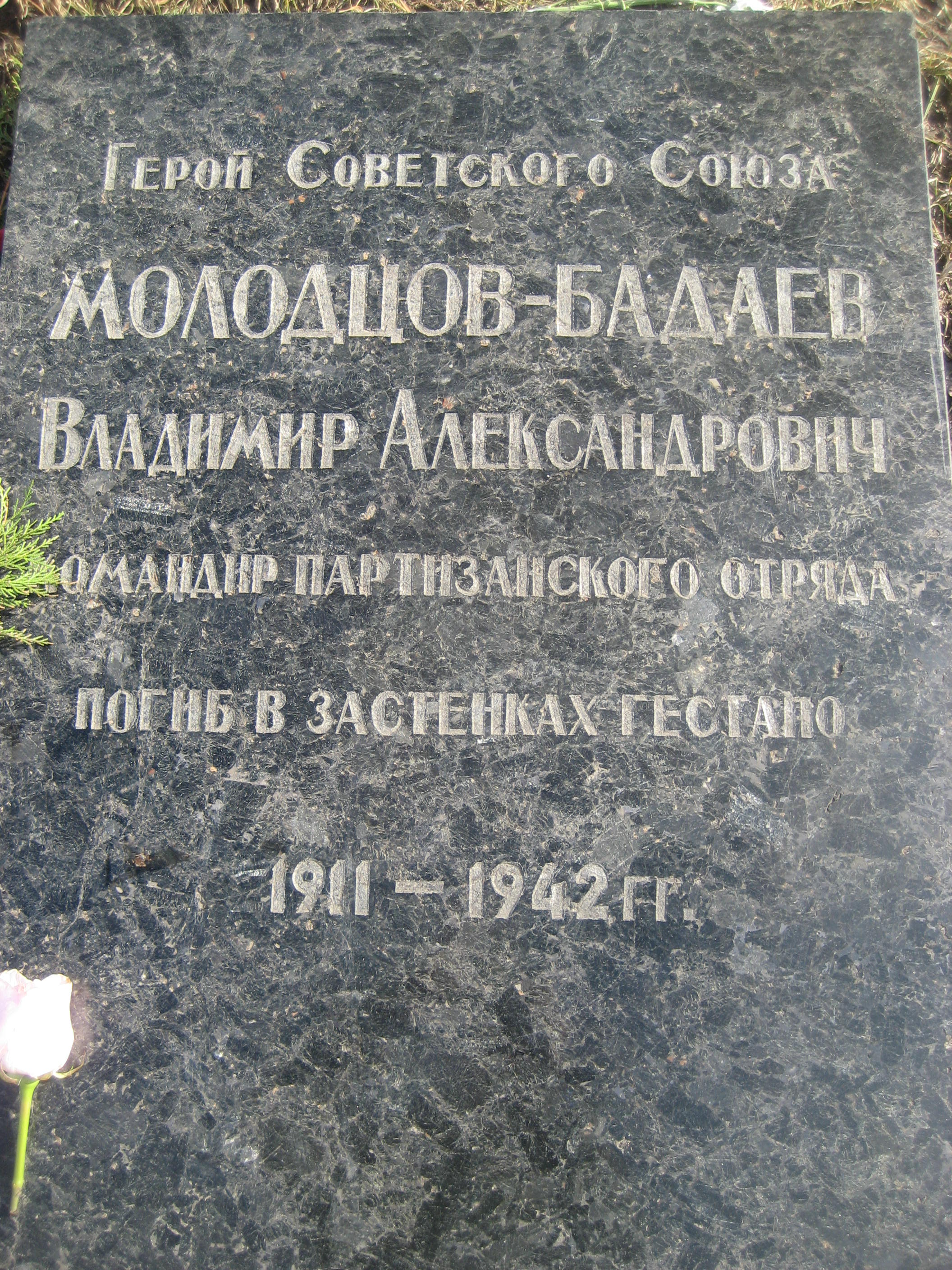
Кенотаф на Алеї Слави
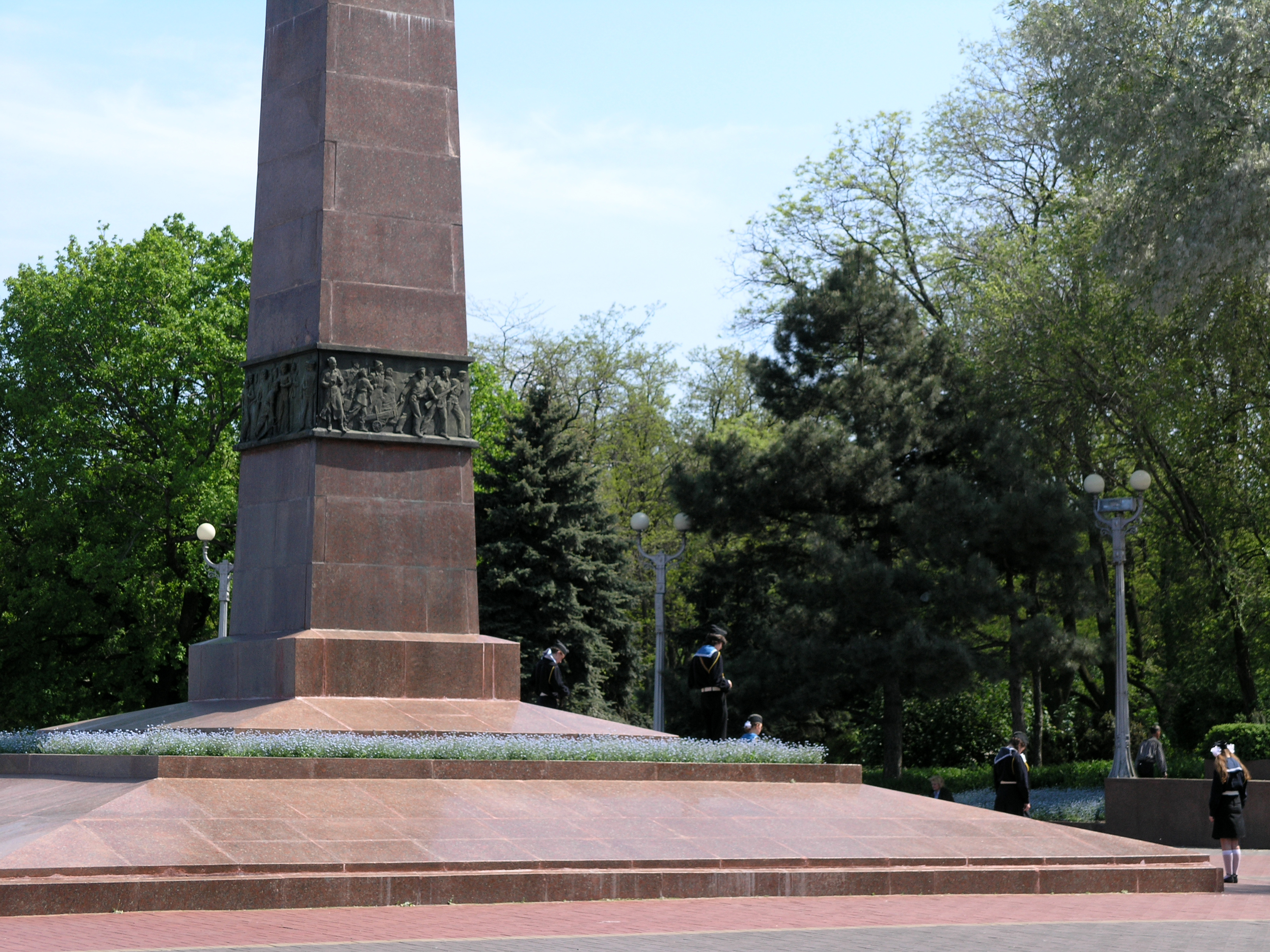
Барельєфи на обеліску
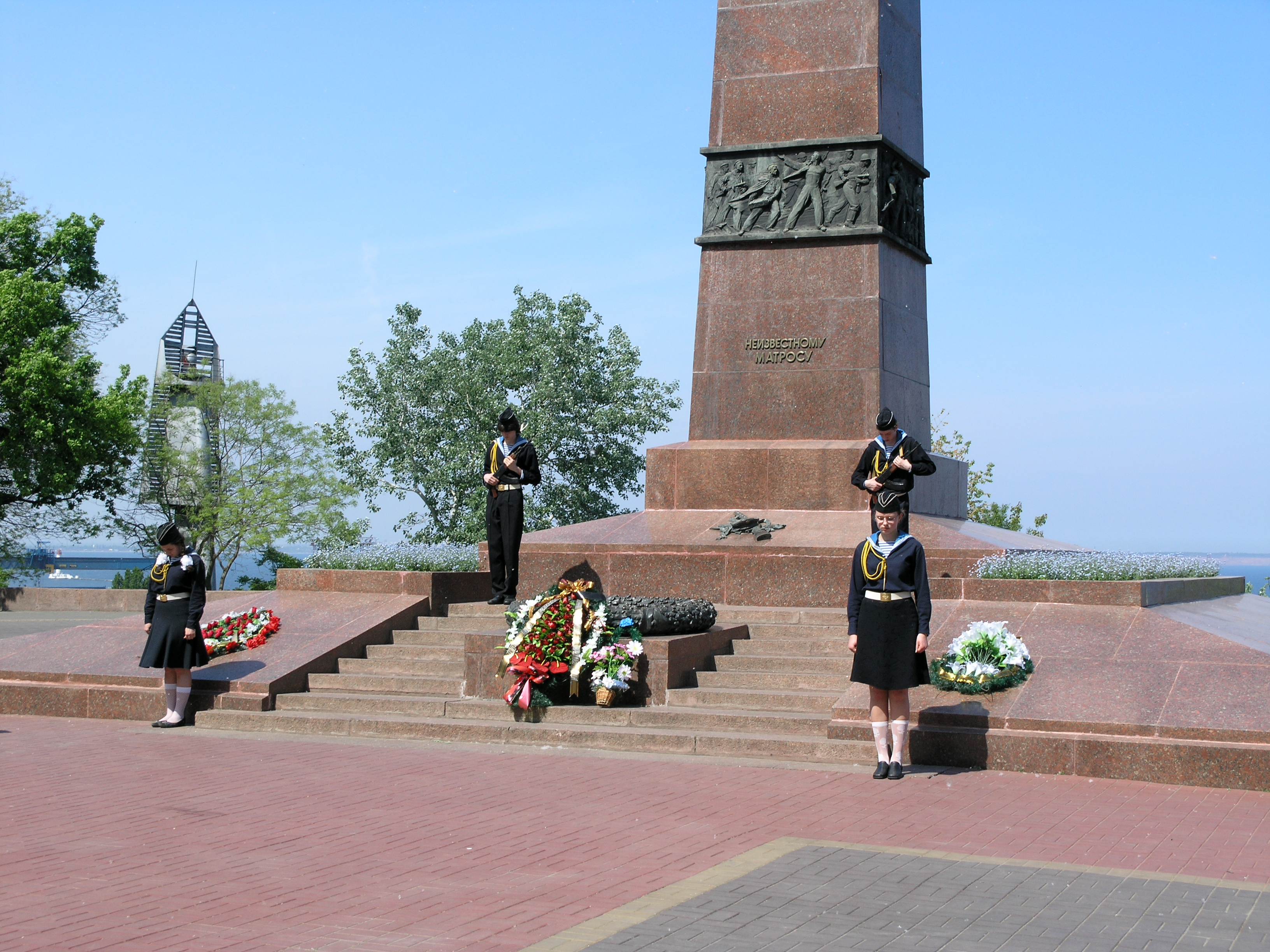
Почесний караул біля Вічного вогню
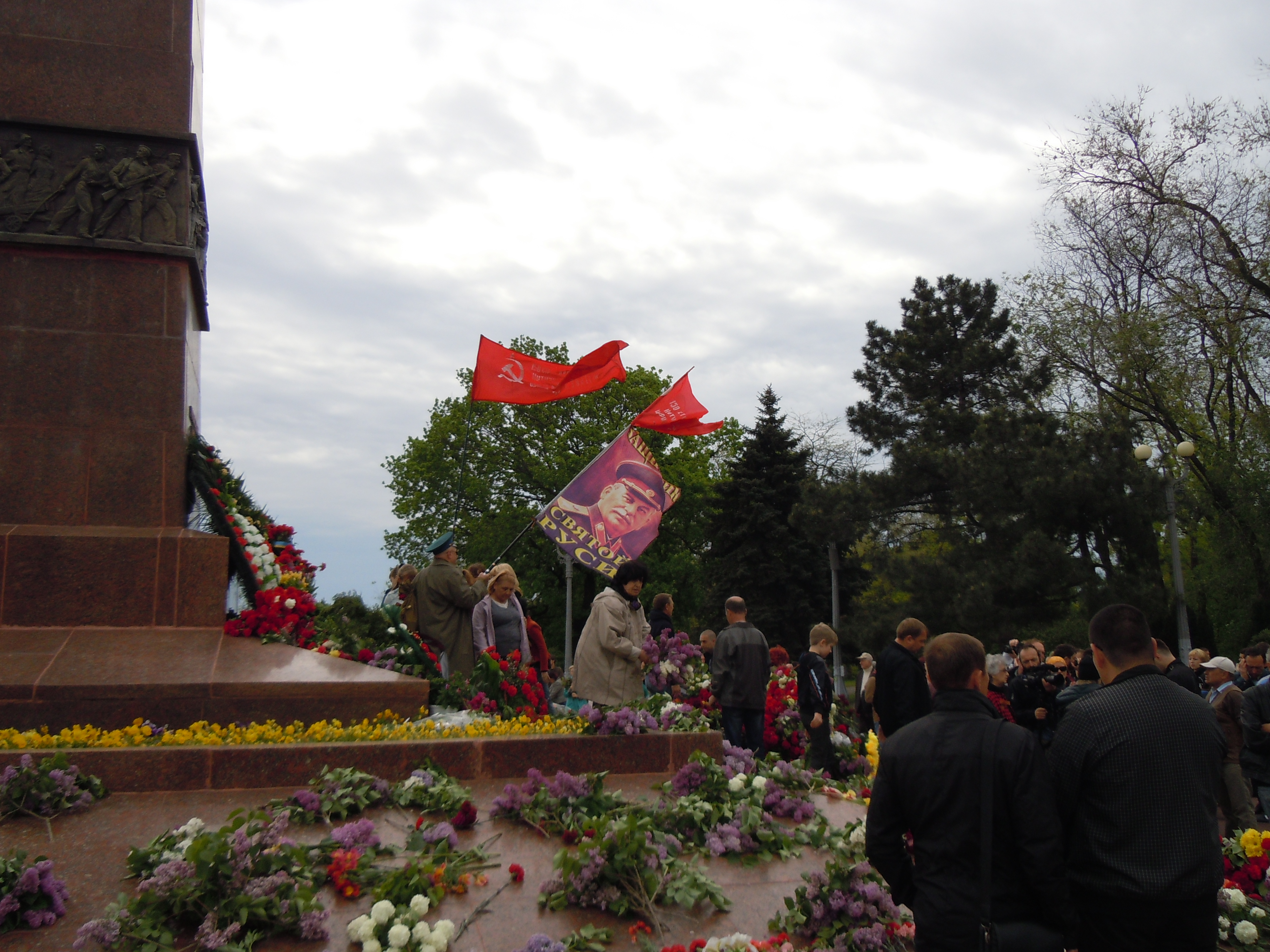
Акція сталіністів на 9 травня 2014 року